# سلطات السكان الأصليين في كولومبيا
سلطات السكان الأصليين في كولومبيا (بالإسبانية: Autoridades Indígenas de Colombia)‏ هو حزب سياسي أصولي تقدمي في كولومبيا.